# Wasserturm (Kirchheimbolanden)
Der frühere Wasserturm von Kirchheimbolanden im rheinland-pfälzischen Donnersbergkreis ist ein denkmalgeschütztes Bauwerk.

## Lage
Der Turm befindet sich im Stadtteil Schillerhain etwa 65 Meter westsüdwestlich des Wartturms. In unmittelbarer Nachbarschaft stehen außerdem  die Villa Michel, das Heilpädagogium Schillerhain, das Rehabilitationszentrum am Donnersberg der Evangelischen Heimstiftung Pfalz, zur Freizeitgestaltung das 1965 erstellte Jakob-Enders-Stadion mit Parkplatz sowie ein Skatepark und ein Beachvolleyballfeld. Am Sportplatz befindet sich auch ein Restaurant mit Biergarten, südöstlich außerdem noch einige Wohnhäuser.

## Geschichte
Die Lage Kirchheimbolandens am Rand der Donnersbergwälder veranlasste die Stadtverwaltung Kirchheimbolanden zu einem Luftkorort zu erheben. 1903 wählte man für den Bau eines Kurhauses den Schillerhain als Standort aus. Im selben Jahr begann die BASF dort den Bau eines Erholungsheimes. Diese baulichen Maßnahmen erforderten den Bau eines Wasserturms. Am 10. Juli 1904 fand die Einweihung des städtischen Kurhauses statt. Bis zu seiner Stilllegung im Jahre 1970 versorgte er die höher gelegenen Ortsteile von Kirchheimbolanden aus einem 30 Kubikmeter fassenden Stahlbehälter mit Wasser.

## Baustil
Bei dem stillgelegten Wasserturm handelt es sich um einen spätgründerzeitlichen Backsteinbau.